# Lac de Neuchâtel

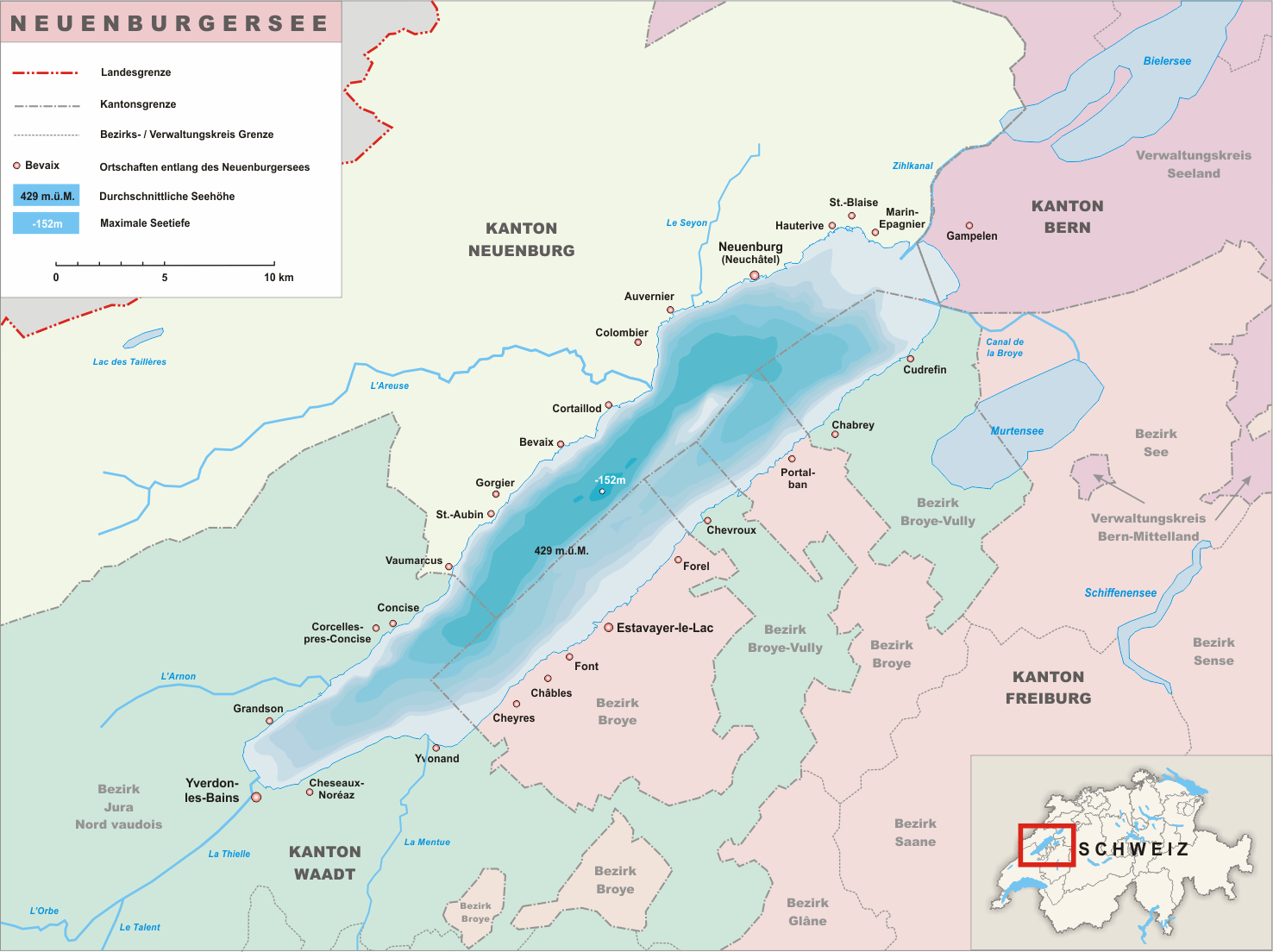
Jezioro Neuchâtel

Neuchâtel (fr. Lac de Neuchâtel, niem. Neuenburgersee) – jezioro w zachodniej części Szwajcarii, u podnóży gór Jura.

## Położenie
Jezioro, znacznie wydłużone w osi północny wschód - południowy zachód, ciągnie się pomiędzy podnóżami wapiennego łańcucha Jury a zbudowaną z grubych warstw molasy Wyżyną Szwajcarską, w tzw. Krainie Trzech Jezior (fr. La région des Trois-Lacs). Jest elementem łańcucha trzech jezior subjurajskich: Broye, uregulowana od 1853 r. (Kanał Broye, franc. le canal de la Broye), łączy je z jeziorem Morat, a Kanał Thielle (franc. le canal de la Thielle), zbudowany w latach 1875-1883, łączy je z jeziorem Bienne i dalej, poprzez rzekę Aare, z Renem.
Wokół jeziora rozciągają się tereny czterech różnych kantonów szwajcarskich:
- Neuchâtel u brzegów północnych, z miastem Neuchâtel;
- Vaud wzdłuż brzegów zachodnich i częściowo południowych, z miastami Yverdon-les-Bains i Grandson;
- Fryburg u brzegów południowych, z miastem Estavayer;
- Berno wzdłuż brzegów wschodnich.

## Nazwa
Z biegiem wieków jezioro nosiło różne nazwy. Nazwa lac d'Yverdon (laci everdunensis, notowana w 998 r.) była używana do końca XVIII w., lac d'Estavayer funkcjonowała w XII-XIV w. W 1319 r. zanotowana została nazwa lac de Cudrefin (od miejscowości Cudrefin u północno-wschodniego krańca jeziora). Obecna nazwa Lac de Neuchâtel utrwalała się stopniowo, poczynając od XIII wieku, wraz ze wzrostem znaczenia miasta i hrabiów Neuchâtel.

## Charakterystyka
Jezioro ma długość nieco ponad 38 km i szerokość maksymalną nieco ponad 8 km. Zajmuje powierzchnię 218,3 km² i jest największe ze wszystkich jezior Szwajcarii położonych całkowicie na jej terytorium. Podział jego powierzchni między otaczające je kantony jest następujący: Neuchâtel - 86 km², Vaud - 74 km², Fryburg - 53 km² i Berno - 2 km². Lustro wody znajduje się na średniej wysokości 429 m n.p.m. Zbiornik jest znany z obfitości ryb.

## Żegluga
Jezioro, połączone z innymi zbiornikami wodnymi i rzekami, było od dawna ważnym elementem w sieci żeglugi śródlądowej tej części Szwajcarii. Szczątki różnych jednostek (m.in. dłubanek z jednego pnia drzewa i żaglowych barek galijsko-rzymskich) znalezione w Yverdon-les-Bains, Bevaix i Cudrefin wniosły istotny wkład w europejską archeologię „morską”. Chociaż XVII-wieczny projekt połączenia wodnego Rodan-Ren nigdy nie został ukończony (Kanał Entreroches), to żegluga w kierunku przeciwnym, z Yverdon do Solury, odegrała ważną rolę gospodarczą co najmniej od epoki galijsko-rzymskiej.
Przez długi czas w żegludze dominowały tu duże, drewniane barki żaglowe z ożaglowaniem łacińskim, podobne do tych, jakie pływały po Jeziorze Genewskim. W roku 1826, z inicjatywy  Alberta Du Thon z Yverdon, na wodach jeziora pojawił się „L'Union” – pierwszy statek o napędzie parowym. Posiadał jeszcze drewniany kadłub i pływał zaledwie kilka lat. Przełomem okazał się, zbudowany w roku 1834 w Neuchâtel przez przedsiębiorcę Philippe'a Sucharda (czekolada), kolejny parowiec o nazwie „L'Industriel”. Jego stalowy kadłub stał się natychmiast wzorem do naśladowania dla jednostek budowanych na innych jeziorach Szwajcarii.
Wraz z pojawieniem się na jeziorze pierwszych parowców powstały pierwsze towarzystwa żeglugowe, zajmujące się zarówno transportem pasażerów, jak i towarów. Wkrótce jednak, przytłoczeni własnym sukcesem, a od 1860 r. konkurencją ze strony rozwijającej się kolei, niektórzy armatorzy kończą działalność. Ostatecznie z fuzji dwóch kompanii żeglugowych w 1872 r. powstaje istniejące do dziś „Société de navigation des lacs de Neuchâtel et Morat” (LNM, siedziba w Neuchâtel). Jego celem było początkowo głównie połączenie obszarów nieobsługiwanych przez kolej (zwłaszcza południowy brzeg jeziora), jednak od 1880 r. coraz większą rolę zaczęła odgrywać obsługa ruchu turystycznego.
W 2008 r. Towarzystwo dysponowało 9 jednostkami, które rocznie przewoziły średnio 300 tys. pasażerów. Aktualnie (2023 r.) LNM Navigation SA posiada flotę liczącą 7 jednostek, w tym historyczny, parowy bocznokołowiec „Neuchâtel” z 1912 r. i przewozi rocznie ok. 250 tys. pasażerów. Wraz z siostrzanym armatorem „Bielersee Schiffahrt” (BSG) obsługuje 5 dużych portów (Neuchâtel, Estavayer, Yverdon-les-Bains, Murten i Biel/Bienne) oraz 28 przystani na trzech jeziorach i łączących je kanałach.